# Peter Nagy (wokalista)
Peter Nagy (ur. 9 kwietnia 1959 w Preszowie) – słowacki wokalista popowy, kompozytor, autor tekstów, producent, fotograf i artysta rockowy. Lider słowackiego zespołu muzycznego Indigo, z którym od roku 1984 nagrał 17 albumów. W 1985 wraz z zespołem zdobył pierwsze miejsce w plebiscycie Złoty słowik.

## Dyskografia

### Albumy studyjne
- 1984 Chráň svoje bláznovstvá
- 1985 Mne sa neschováš
- 1986 Myslíš na to na čo ja?
- 1987 „ale”
- 1989 Šachy robia človeka
- 1990 Finta
- 1991 Revolver a Muzika
- 1992 Jamaica Rum
- 1996 Peter Nagy 008
- 1998 99 WAT
- 2002 Nové Svetlo
- 2009 Labute a havrany
- 2021 Petrolej

### Albumy dla dzieci
- 1987 Peter, Vašo a Beáta deťom (w 2006 wydany ponownie na CD razem z albumem Hrajme sa na Petra)
- 1990 Hrajme sa na Petra (wydany ponownie w 2006 razem z albumem Peter, Vašo a Beáta deťom)
- 1992 Peter Nagy a deti
- 2009 Peter Nagy a deti – výber

### Albumy koncertowe
- 1988 Peter Nagy v Štúdiu S (nagranie z koncertu Unplugged w studiu Štúdio S)

### Kompilacje
- 1987 Jockey
- 1990 Album 1983 – 1989
- 1994 Alboom
- 1999 NAGY EXTRA
- 2000 NAGY EXTRA 2
- 2004 20 roků – 20 hitů
- 2006 Peter Nagy duety
- 2007 Peter Nagy GOLD

### Inne projekty
- 1998 Peter Nagy a jeho cesty (multimedialna publikacja na CD)

### Inne kompilacje
- 2008 Najkrajšie detské hity – wyd. Opus, CD – 08. Gramofónoví ľudkovia – Beáta Dubasová & Peter Nagy & Vašo Patejdl (edycja Gold)